# Le Morne Brabant
Le Morne Brabant – półwysep w południowo-zachodniej części Mauritiusa, będący najdalej na zachód wysuniętą częścią wyspy. Na półwyspie wznosi się góra Le Morne Brabant o wysokości 556 m n.p.m. Wzdłuż wybrzeży ciągną się piaszczyste plaże. Działa na nim wiele luksusowych hoteli.
W XIX wieku półwysep był schronieniem dla zbiegłych niewolników. Kiedy w 1835 roku wysłano tam oddziały wojska, aby obwieścić im zniesienie niewolnictwa, podobno rzucili się oni do morza, sądząc, że zorganizowano na nich obławę.
W 2008 roku półwysep wpisano na listę światowego dziedzictwa UNESCO.